# 1586 en musique classique
| \| • Retour à la chronologie générale de la musique classique • \| |
| Grèce • Rome • Haut Moyen Âge • VIIIe siècle • IXe siècle • Xe siècle • XIe siècle XIIe siècle • XIIIe siècle • XIVe siècle • XVe siècle • XVIe siècle • XVIIe siècle XVIIIe siècle • XIXe siècle • XXe siècle • XXIe siècle |
| • Retour à la chronologie générale de la musique classique • |

| Années en musique classique : 1583 - 1584 - 1585 - 1586 - 1587 - 1588 - 1589    |
| Décennies en musique classique : 1550 - 1560 - 1570 - 1580 - 1590 - 1600 - 1610 |

## Événements
- 28 février : Premier mariage (qui se terminera tragiquement) du compositeur Carlo Gesualdo, avec Maria d'Avalos.
- I libro de madrigali a 5 voci d'Alessandro Orologio, publié à Venise.

## Naissances

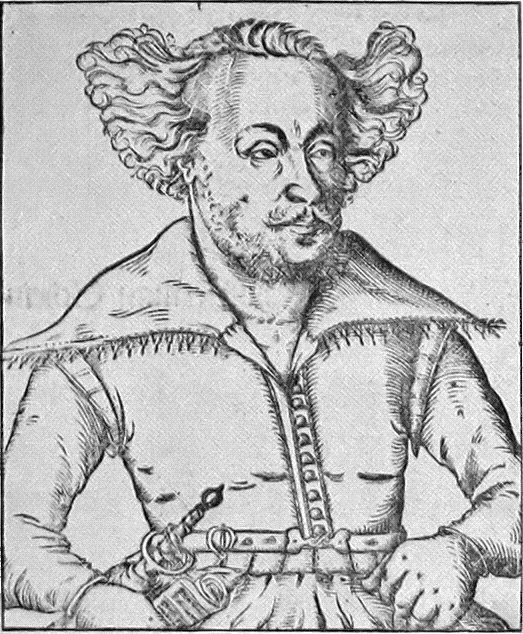
Johann Hermann Schein

- 8 février : Jacob Schultze, organiste et compositeur allemand († 22 octobre 1651).
- 20 juin : Johann Hermann Schein, compositeur allemand († 19 novembre 1630).
- 28 juin : Paul Siefert, organiste et compositeur allemand († 6 mai 1666).
- 1er juillet : Claudio Saracini, compositeur, luthiste et chanteur italien († 20 septembre 1630).

## Décès
- 27 août : Georges de la Hèle, compositeur franco-flamand (° 1547).

Date indéterminée :
- Jacob Praetorius l'Ancien, organiste et compositeur allemand (° 1520).